# Ратиборский замок
Ратиборский замок (пол. Zamek w Raciborzu) — замок, расположенный в городе Рацибуже Силезского воеводства в Польше.

## История

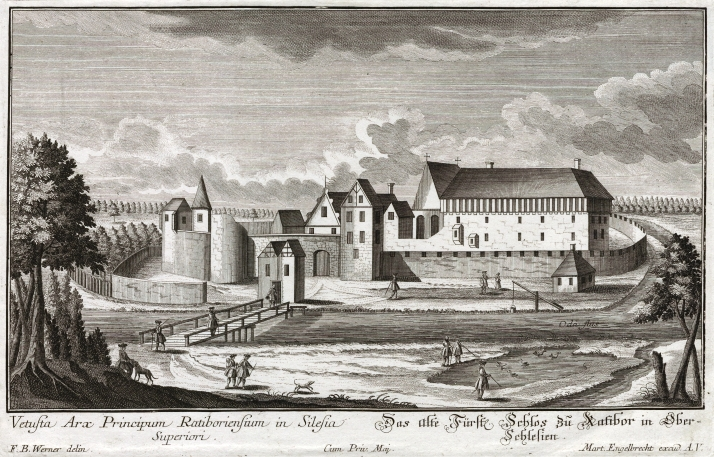
Замок на рубеже XVII и XVIII веков

Считается, что городище в Ратиборе впервые упомянуто в 845 году в «Баварском географе». В нем упоминается племя голеншичей (Golensizi), обитавшее в бассейне Верхней Одры и владевшее там пятью городами. Исследователи предполагают, что одним из них был Ратибор. Также высказываются предположения, что возможно легендарная столица квадов — Эбуриум тоже находилась здесь.
Уже около 1000 года в Ратиборе, вероятно, существовало пограничное укрепление. Польский историк Кароль Малечиньский считает, что оно возникло во второй половине X века. Эта гипотеза подтверждается археологическими раскопками, проведенными в замке. Место для замка было выбрано не случайно, потому что использовался остров, образованный естественным изгибом реки Одры и ее рукавом.
Около 1038 года Ратибор, как и вся Силезия, попал под власть чехов. Укрепления в Ратиборе впервые были упомянуты в Хронике Галла Анонима в записи 1108 года. В то время здесь находилась пограничная крепость каштелянов. Согласно Хронике, крепость принадлежала моравам, а рыцари Болеслава Кривоустого завладели ею без боя, так как моравские рыцари покинули крепость в результате поражения, которое они потерпели ранее. На то время Ратибор был важным объектом оборонной системе на польско-чешской границе.
С 1108 года и вплоть до начала XIV века замок находился под властью Пястов. До первой половины XIV века здесь проживали каштеляны, а с конца XIV века в 1743 году замок был домом старосты ратиборского замкового округа. С 1172 года замок был княжеской резиденцией. В правление Болеслава Кривоустого замок был одним из важных оборонительных сооружений, защищавших южную границу польского государства. В 1146 году в замке проживал Владислав II Изгнанник, которого выгнали его братья. В 1172 году Мешко IV Кривоногий сделал Ратибор столицей своего княжества. На период его правления приходится эпоха расцвета города.
В период господства Мешко IV Кривоногого в замке функционировал монетный двор, была построена романская замковая часовня. В 1201 году, после смерти своего брата Болеслава I Долговязого и его сына Ярослава, Мешко занял Ополе, создав Опольско-Ратиборское княжество. Ратибор был резиденцией княжеского двора.
В 1211 году, после смерти Мешко, власть унаследовал его сын Казимир, во времена его столицей княжества стало Ополе. В 1222 году был упомянут ратиборский каштелян — Стойгнев. Около 1238 года Опольско-Ратиборское княжество перешло во владение несовершеннолетнего князя Мешко, который чаще находился в Ратиборе, о чем свидетельствует большее количество документов, изданных в этом городе. Источники свидетельствуют, что замок был сильно укреплен, его окружал деревянно-земляной вал, а также дополнительно с юга Одра и с других сторон ее рукава. О сильном укрепление крепости свидетельствует отражения нападения монголов в январе 1241 года. В 1246 году княжество перешло во владение князя Владислава, который также чаще находился в Ратиборском замке. В 1249 году, Ратибор осаждали войска оломоуцкого епископа Бруно из Шауенбурга. Это было местью за предыдущее вторжение Владислава в Опавские земли. Попытки захватить замок завершились неудачей, однако город был сожжен.
После смерти князя Владислава замок принадлежал его младшему сыну Пшемыславу. После его правления замок перестроили, тогда построили ряд каменных зданий, в том числе замковую часовню. В 1285—1287 годах в городе проживал вроцлавский епископ Томаш II, который вступил в конфликт с князем вроцлавским Генрихом IV Праведным. В 1288 году при его содействии при замковой часовне поставили коллегиатский капитул, что было выражением его благодарности за оказанное гостеприимство.
На грани XII—XIII веков крепость была перестроена в готический замок. В то же время деревянный частокол на валах заменили стенами с башнями. По данным археологических раскопок, первые кирпичные сооружения были построены здесь во второй половине XIII века. Очередной расцвет замка наступил при правлении князя Пшемыслава и его сына Лешка. Около 1290 года князь Пшемыслав Ратиборский поручил построить готическую часовню святого Томаса Бекета.
После смерти ратиборского князя Лешка в 1336 году линия ратиборских Пястов угасла, а замок перешел во владение опавских Пржемысловичей, а именно Микулаша II. Однако те, главным образом, жили в Опаве, в результате чего замок потерял свое значение.
Примерно с 1383 года в замке жили уездные старосты. Эта должность существовала вплоть до 1743 года. В 1416 году коллегиат был перенесен в храм Успения Пресвятой Богородицы в Ратиборе.
В 1521 году, после смерти опавско-ратиборского князя Валентина Горбатого, замок перешел во владение опольского князя Яна II Доброго. После его смерти в 1532 году, Ратибор стал собственностью чешского короля Фердинанда Габсбурга. На этот же год приходится упоминание о существовании пивоварни при замке. Вскоре замок перешел в собственность маркграфа Георга Гогенцоллерна в качестве залога за долги. В 1532—1533 годах он отреставрировал поврежденные здания замка. После уплаты долга Гогенцоллернам, замок вернулся во владение Габсбургов. Император Фердинанд I передал Опольско-Ратиборское княжество Изабелле Ягеллонке, дочери Сигизмунда I Старого и Боны Сфорцы, после того, как она отказалась от прав на венгерскую корону. В 1556 году она отказалась от своих силезских владений и вернулась в Венгрию.
С 1558 года Опольско-Ратиборское княжество было подчинено императорам, а замком управляли лица, которые получали его в качестве залога или были лишь его администраторами. В 1564 году замок как залог от императора в обмен на заем получил род Опперсдорфов. В 1587 году в замке, по дороге в Краков, ночевал эрцгерцог Максимилиан Габсбург.
В 1604 году Ратиборское княжество как залог, включая замок, перешло к баронам Балтазару и Георга фон Меттихам, которые отстроили замок, а впоследствии и окончательно его выкупили. В начале XVII века замок был перестроен, после чего фасад часовни получил барочный вид. Очередными владельцами замка были: Георг Гогенцоллерн, Ян Зигмунт Баторий, а вследствие Тридцатилетней войны с 1622 — трансильванский князь Габор Бетлен. В 1628 году замок приобрел император Фердинанд II Габсбург. В 1637 году в замке вспыхнул пожар, и его восстановление поручили итальянским мастерам, которые среди прочего также построили Глогувский замок. В результате работ, проведенных в замке, было перестроено северо-восточное крыло, которое обогатилось аркадными клуатрами и лоджией. Кроме того, было расширенр юго-восточное крыло. Барочный вид также приобрела надбрамная башня. С 1642 года замок вновь оказался во владении рода Опперсдорфов, в частности графа Георга III.
В 1645 году Ратиборское княжество перешло во владение семейства Васа. В марте 1656 года Король Польши Ян Казимир назначил графа Франциска Эусебия фон Опперсдорфа старостой Опольско-Ратиборского княжества. Это была своеобразная благодарность за приют во время шведского нашествия. В 1666 году Ратиборское княжество вновь вернулось в Австрию, но граф фон Опперсдорф оставался старостой до своей смерти в 1691 году.
В 1670 году замок и город посетила императрица Элеонора, которая путешествовала в Ченстохов, на свадьбу своей дочери с королем Польши Михаилом Корибутом Вишневецким.
24 августа 1683 года в замке по пути в Вену гостил польский король Ян III Собеский.
В 1712 году Франциск Эусебий II фон Опперсдорф продал замок барону Карлу Генриху фон Собеку унд Раутену. Впоследствии замок часто менял владельцев, к числу которых принадлежали роды Шлабрендорфов, Вильчеков, а также Ройс фон Плауэн. Новые владельцы не слишком заботились о замке, что повлекло его упадок. В 1791 году граф Генрих XLIII Ройс продал замок в прусскую казну. Однако уже вскоре, в 1799 году, замок выменял себе граф фон Плеттенберг-Виттем.
Граф фон Плеттенберг-Виттем владел Ратиборским замком до 1805 года, когда тот перешел к прусскому министру и камергеру Вильгельму Людвику Георгу, принцу цу Зайн-Витгенштейну. Во время Наполеоновских войн в замке был оборудован полевой госпиталь для французских солдат. Вероятно, князь был лишь номинальным владельцем замка, а фактически им владел курфюрст фон Гессен-Кассель. Причиной этого могло быть то, что Прусское королевство, будучи евангелическим, не хотело заключать сделку напрямую с католическим курфюрстом фон Гессен-Касселем. Наконец, в 1812 году замок перешел во владение курфюрста.
В 1820 году обладателем Ратиборского княжества стал ландграф Виктор Амадей фон Гессен-Ротенбург. Тот, решил поселиться в Ратиборе, но поскольку замок не был пригоден для выполнения функций магнатской усадьбы, он приспособил для этих нужд цистерцианский монастырь в Рудах.
В 1834 году, после бездетной смерти ландграфа, замок унаследовал племянник его жены Виктор I Мауриций фон Ратибор. Его род владел замком вплоть до 1945 года. В замке жили их управители, а рядом с ним было построено здание княжеской администрации.
В 1858 году замок пострадал в результате очередного пожара. Южное крыло замка впоследствии разобрали, а на месте северного и частично западного крыла было построено новое здание пивоварни. Была изменена планировка комнат в западной части, а хозяйственное здание превращено в солодовню. В северо-западной части пристроили возовню. Также был восстановлен готический передний фасад часовни. Руководили реконструкцией Юлий Старке и столяр Роберт Рашдорф. Пивоварня была открыта 8 октября 1859 года.
В 1893 году владельцем замка стал Виктор Амадей II фон Ратибор.
В 1923 году, после смерти Виктора II, замок перешел во владение герцога Виктора Марии Августа III фон Ратибора, который умер в 1945 году. Его наследником стал Франц I Альбрехт фон Ратибор, но замок перешел в собственность польского государства.
До 1945 года в замке жили чиновники герцога. Во время боев Второй мировой войны постройки замка не были повреждены. С 1945 года замок стал собственностью польского государства. Сначала в нем размещался архив, в части герцогского дворца были квартиры, а пивоварня возобновила производство пива. В 1950-х годов начался постепенный упадок замка. Жилой дом в юго-восточной части был снесен, поскольку он пострадал во время пожара. Алтарь, органы и скамьи в часовне были уничтожены. Впоследствии был разобран дом возовни и клуатры, а помещения замкового дома еще больше обветшали. В 90-х годах XX века началось постепенное восстановление замка.

## Современность
В 2008 году начался капитальный ремонт замка, значительную часть средств на который выделил Европейский союз. Ремонт завершился в 2012 году, после чего замок был вновь открыт для посещения туристами.

## Архитектура
Замок имеет как готические, так и ренессансные элементы, однако характерные черты этих стилей уже в значительной мере стерлись. Все здания выложены из кирпича и оштукатурены.
Основная часть строений замка находится в восточной части, которая является неоднородной по своим функциям и времени постройки. С севера расположен жилой дом, который опирается на старые стены готического замка, а также часовня, надбрамный дом и руины юго-восточного жилого дома.
Жилой дом, который неоднократно перестраивали, построен на плане вытянутого прямоугольника, восточная сторона которого слегка искривлена. В наше время он имеет два этажа и подземелья. Окна в здании расположены нерегулярно, а двускатная крыша имеет люкарны.
Замковую часовню часто называют жемчужиной силезской готики или же силезской Сент-Шапелью. Она построена из кирпича на прямоугольном плане размерами 8,5 на 13 метров на фундаменте предыдущего храма и оштукатурена.
Северо-западная часть замка используется преимущественно в хозяйственных целях. После пожара 1858 года здесь была построена пивоварня, вследствие чего эта часть потеряла свою историческую ценность.

## Галерея

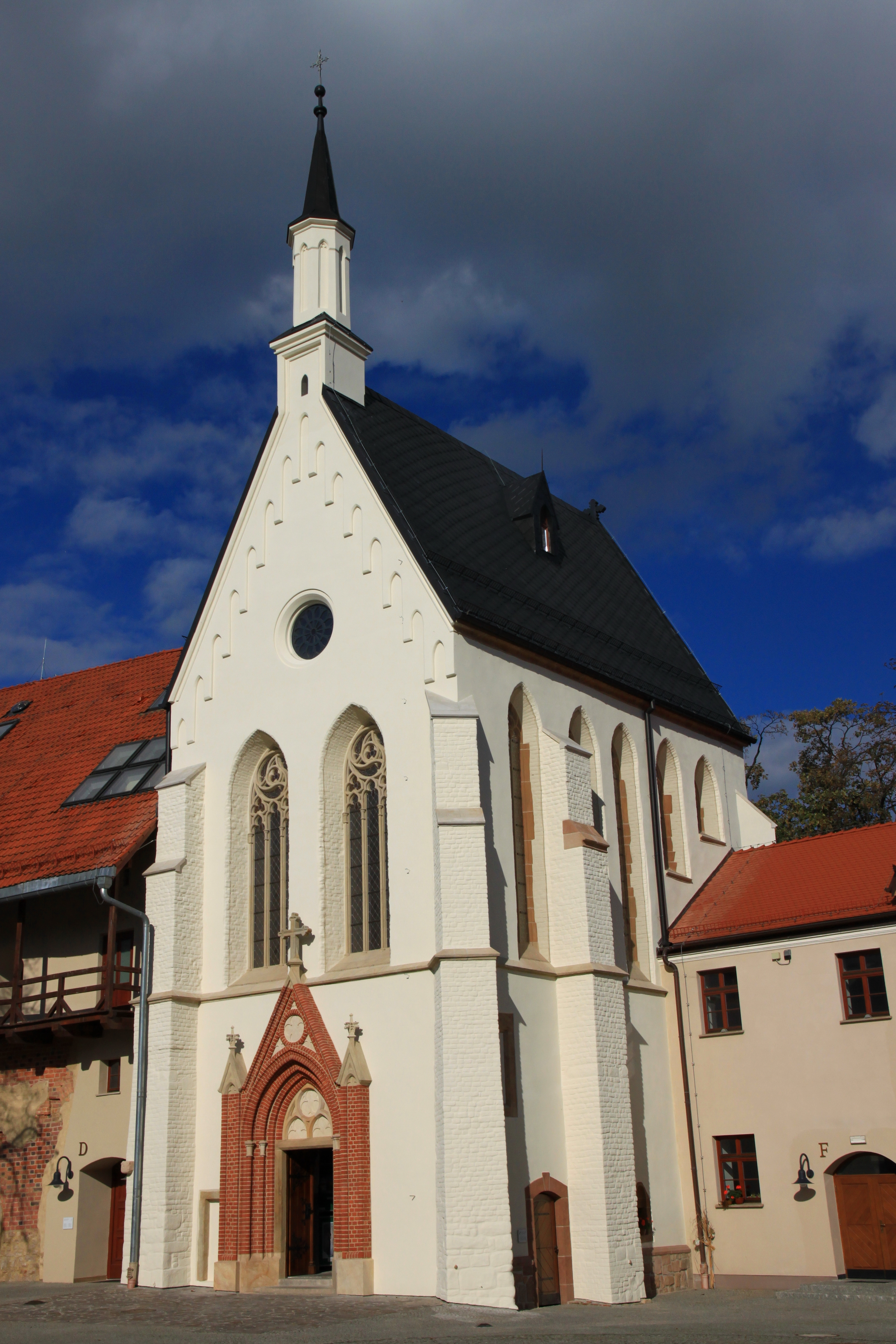
Замковая часовня
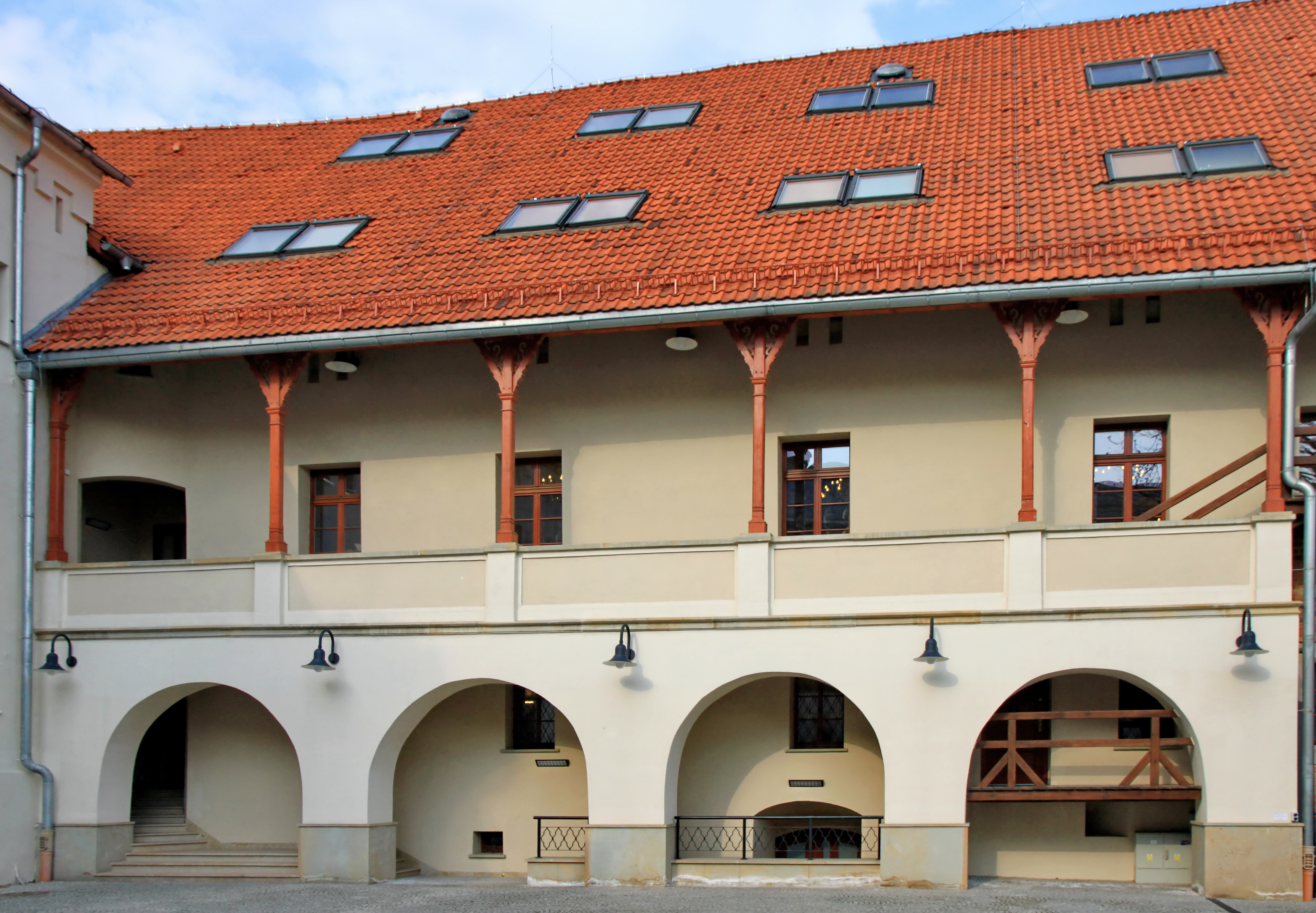
Жилой дом замка
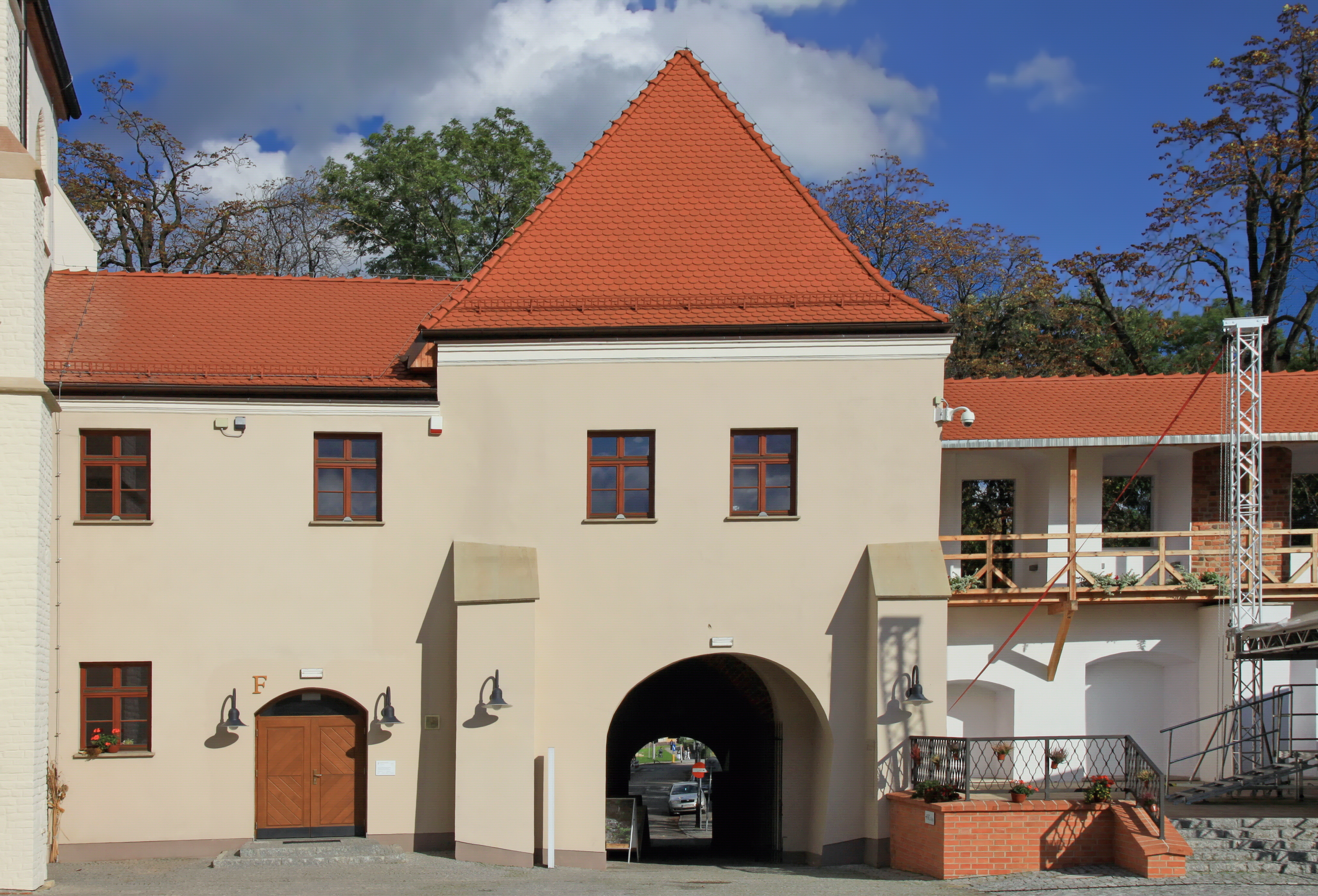
Надбрамный дом
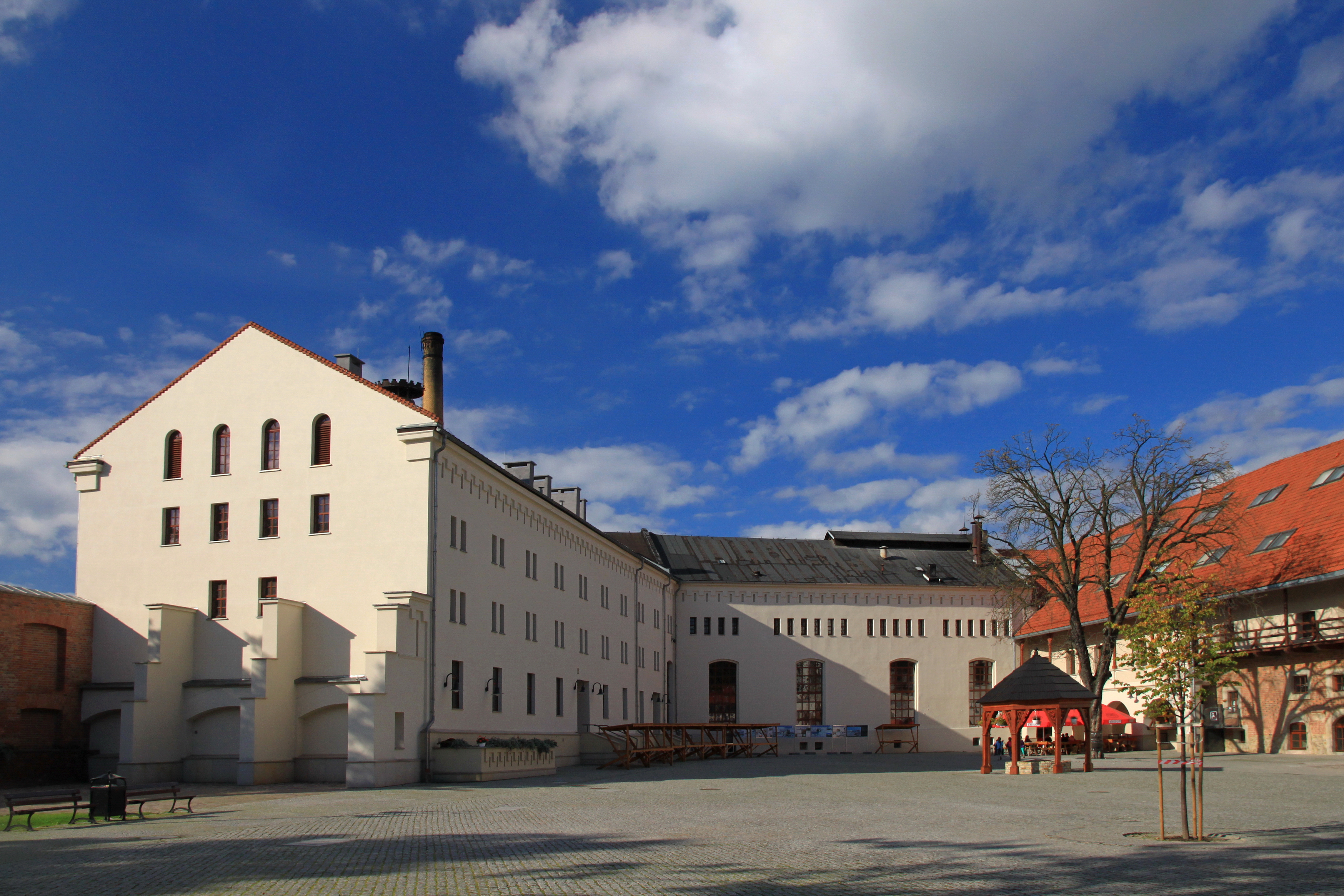
Северо-восточное крыло замка со стороны двора
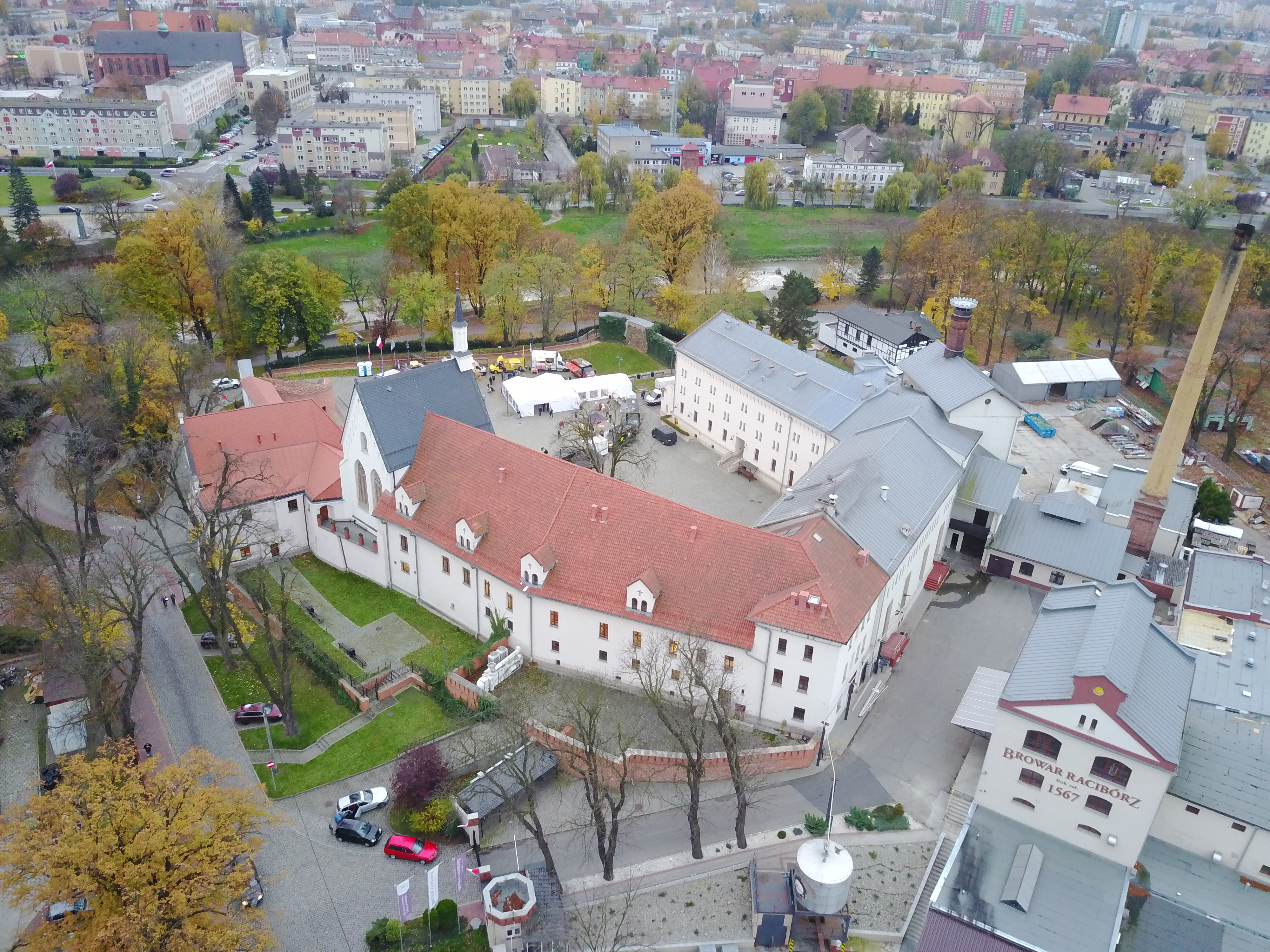
Вид на замок с высоты птичьего полета